# Luke Doerner
Luke Doerner, född den 23 augusti 1979 i Melbourne, Australien, är en australisk landhockeyspelare.
Han tog OS-brons i herrarnas landhockeyturnering i samband med de olympiska landhockeytävlingarna 2008 i Peking.